# Nasua
Nasua és un gènere de coatís, dins la família dels prociònids, que conté dues o possiblement tres espècies diferents. L'altra espècie de coatí, el coatí de muntanya (Nasuella olivacea) és classificat al gènere Nasuella. Nasua es diferencia de Nasuella per la seva mida més gran i per la presència de dents canines més desenvolupades. Estudis genètics han demostrat que els parents més propers dels coatís són els olingos (gènere Bassaricyon).